# Savignano a Mare
Savignano a Mare è una frazione del comune di Savignano sul Rubicone.
Si affaccia sul Mar Adriatico, tra le stazioni balneari di Gatteo a Mare e di San Mauro Mare.
Dispone di una lingua di spiaggia sabbiosa di 241 metri di lunghezza, che ne fa il comune costiero italiano meno bagnato dal mare.
Nel territorio trova lo sbocco al mare il fiume Rubicone con una foce ad estuario.
È presente un campeggio.
La piccola frazione conta una esigua popolazione nei mesi autunnali e invernali che aumenta sensibilmente durante il periodo estivo.